# 沃爾特斯維爾 (密西西比州)
沃爾特斯維爾（英語：Waltersville）是位於美國密西西比州沃倫縣的非建制地區。

## 歷史
沃爾特斯維爾的郵局於1941年設立，其後於1945年停運。

## 地理
沃爾特斯維爾所處的海拔為高於海平面39米（即128英呎），而該地所採用的時區為UTC-6，即北美中部時區（CST）。同時該地設有夏令時間，為UTC-6調快一小時，即UTC-5（CDT）。